# Watteaumalerei

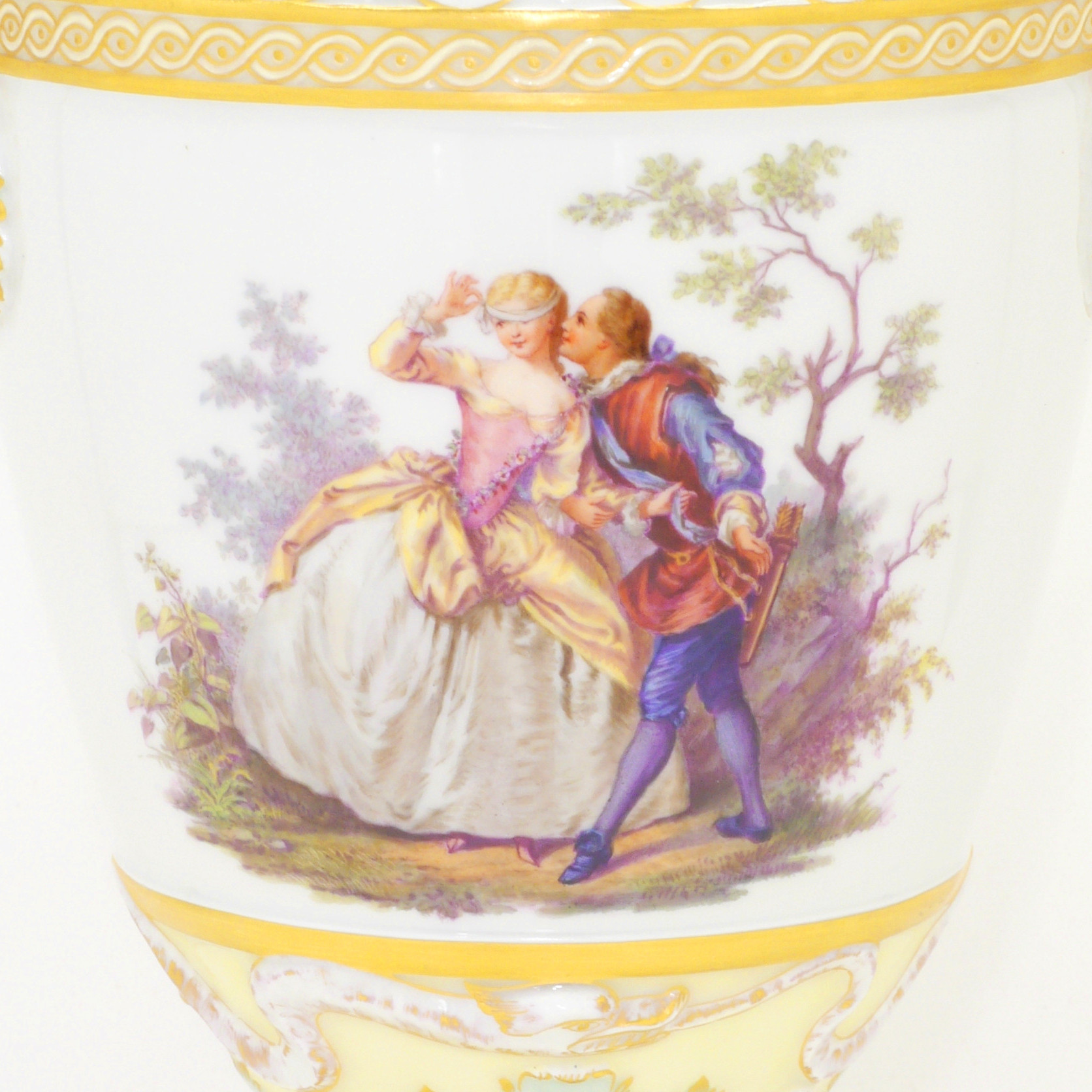
Watteauszene auf einer Vase

Mit Watteaumalerei bezeichnet man den besonderen Malstil des Malers Antoine Watteau (1684–1721), der auch als Fachbegriff für Malereien auf Porzellan in diesem Stil verwendet wird.